# 로한 (가운데땅)

로한의 국기

로한의 국기

로한의 영토

로한(Rohan)은 영국의 소설가인 J. R. R. 톨킨이 창조한 가상의 세계인 가운데땅에 있는 왕국이다. 로한은 리더 마크(Riddermark) 또는 마크(Mark)라고도 불린다. 이 이름은 톨킨이 고대 영어의 전문가였기 때문에 영국의 고대 앵글로-색슨 왕국인 머시아(Mercia)를 머시아식으로 읽은 것으로 생각된다. 또는 이 마크라는 말이 단순하게 독일어에서와 같이 변방(marches)을 뜻하는 것이라는 견해도 있다. 리더는 독일어에서 기사나 기수라는 뜻이다. 따라서 리더마크라는 이름은 말타는 사람들의 땅의 의미로 볼 수가 있다. 이 왕국은 톨킨의 유명한 소설인 《반지의 제왕》에서 중요하게 다루어진다.
로한은 동맹국인 곤도르(Gondor)의 북쪽, 이들의 적인 사우론(Sauron)의 땅인 모르도르(Mordor)의 서북쪽에 위치해 있다. 이곳에는 로히림(Rohirrim-로한인)들이 살고 있으며, 이들은 대부분 농부나 목동인데, 이곳에서 나는 말과 용맹한 기사로 잘 알려져 있다. 이러한 로한의 특색에 대한 설정은 톨킨의 1939년에 초안이 완성되었으며, 《반지의 제왕》이 삼분의 일 정도 집필되었을 때인 1942년에 완료되었다.